# Resen
Resen es una ciudad de Macedonia del Norte, situada en el sureste del país. Actualmente cuenta con unos 9000 habitantes, en su mayoría macedonios.

## Toponimia
Su nombre en idioma macedonio, búlgaro, y en serbio es Resen (Ресен). En turco es  "Resne"  y en griego Resna. En albanés:  Resnjë.

## Demografía
La mayoría son macedonios ortodoxos cristianos. Hay también turcos, en su mayoría musulmanes.
- Datos: Q161827
- Multimedia: Resen / Q161827